# 新疆南部

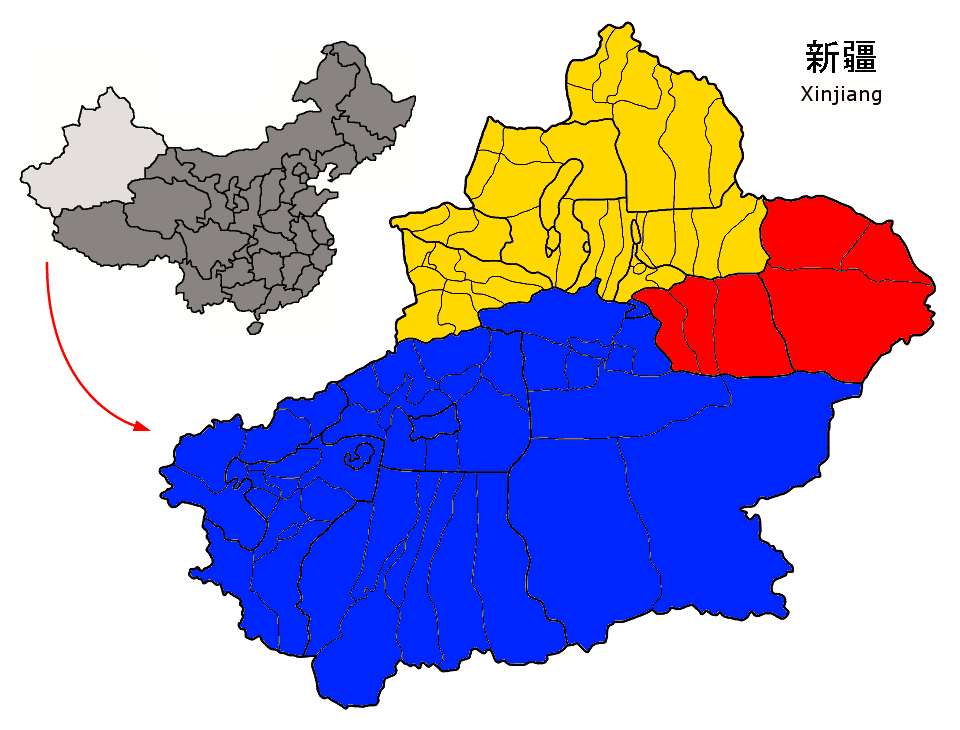
依现行行政区划区分的新疆南部（藍色）、新疆北部（黃色）及新疆东部（紅色）

新疆南部，又称南疆:4、南疆地区，清朝时称回部，指新疆天山以南的地区。依现行行政區劃包括巴音郭楞蒙古自治州、阿克蘇地區、喀什地區、克孜勒蘇柯爾克孜自治州、和田地區、阿拉尔市、图木舒克市，亦有少數分法會把巴音郭楞蒙古自治州歸入東疆。
南疆和北疆以天山山脊线为界划分。汉朝在南疆设西域都护府，魏晋时期设西域长史府。唐朝统治西域的安西都护府曾治南疆的龟兹，统辖“安西四镇”。十四世纪先后属于东察合台汗国、吐鲁番汗国、叶尔羌汗国。清朝初年，南疆的回部臣属准噶尔汗国。清朝灭准噶尔汗国，平回部。晚清时，新疆建省。1987年4月10日，中央军委决定设立南疆军区，为正军级单位，负责管理南疆各军分区及西藏阿里军分区，归乌鲁木齐军区建制领导。

## 地理
新疆南部总面积为106×104km²，占新疆总面积的64%。荒漠景观面积为53×104km²:6，占全区域的½，宏观生态稳定性差:4。有世界第五大面积、中国第一大面积的沙漠——塔克拉玛干沙漠。
沙漠、綠洲、水體三种主要景观类型中，新疆南部叶尔羌－喀什河三角洲地区沙漠化呈降低趋势，南部其余各地区沙漠化均呈现增强趋势。天然绿洲呈减少趋势，绿洲生态局部劣变。天然绿洲与人工绿洲面积的比例从1950年代的6：1以上下降到3：1左右:4。